# Кумбулта
Кумбу́лта (осет. Къумбултæ) — упразднённое село в Ирафском районе Республики Северная Осетия-Алания. Входила в состав Задалеского сельского поселения.

## География
Селение находилось у реки Наргидон, на левобережье р. Урух, возле села Донифарс.

## Этимология
Название села произошло от слова къумбул, которое по мнению В. И. Абаева относится к группе звукоизобразительных слов, обозначающих круглые предметы.

## История
В окрестностях села находятся памятники материальной культуры: могильники Верхняя и Нижняя Рутха, Царциат и др.
Могильник Верхняя Рутха исследован в 1938-40. Открыты коллективные родовые усыпальницы эпохи средней бронзы и индивидуальные могилы с богатым инвентарем кобанской культуры (1-е тыс. до н. э.). Могильники «Рухта-I» и «Рухта-II» — объекты культурного наследия федерального значения (археология).
Могильник Царциат — огромное кладбище из кам. склепов и могил, с наборами золотых украшений северокавказских алан 5-11 вв. Вблизи Кумьулта находится осетинский «дзуар» (святилище). В селении сохранились осетинские родовые башни 16—18 вв. Жилое здание-замок с остатками церковного здания — объект культурного наследия федерального значения (архитектура).
- Объекты культурного наследия регионального значения (архитектура)[2]:

1. Склеп башенный
2. Склеп полуподземный
3. Святилище «Хоры алдар»

## Ислам
В селе есть одна мечеть. Мечеть была возведена в XVII веке силами жителей села. Восстановлен 2014 году. Это самая высокогорная мечеть в республике, которая находится на высоте 1600 метров.

## Фамилии
По сведениям Гецаева Афако в селении проживали фамилии: Батоевы, Беппоевы, Бичегкуевы, Боллоевы, Гамосовы, Гегкиевы, Дагуевы, Каировы, Сабаевы, Сагеевы, Секоевы, Таказовы, Тамаевы, Хачировы, Цеовы.
На описываемый период 1886 года в с. Кумбулта проживали Болоевы (6 семей), Та(о)казовы (4 семьи), Хачировы и Тамаевы — по 3 семьи, по 2 семьи насчитывалось у Сабаевых и Цевовых, и по 1-й семье — у Батоевых, Бичекуевых, Гамосовых, Гекиевых, Каировых, Сагеевых и Секоевых.

## Галерея

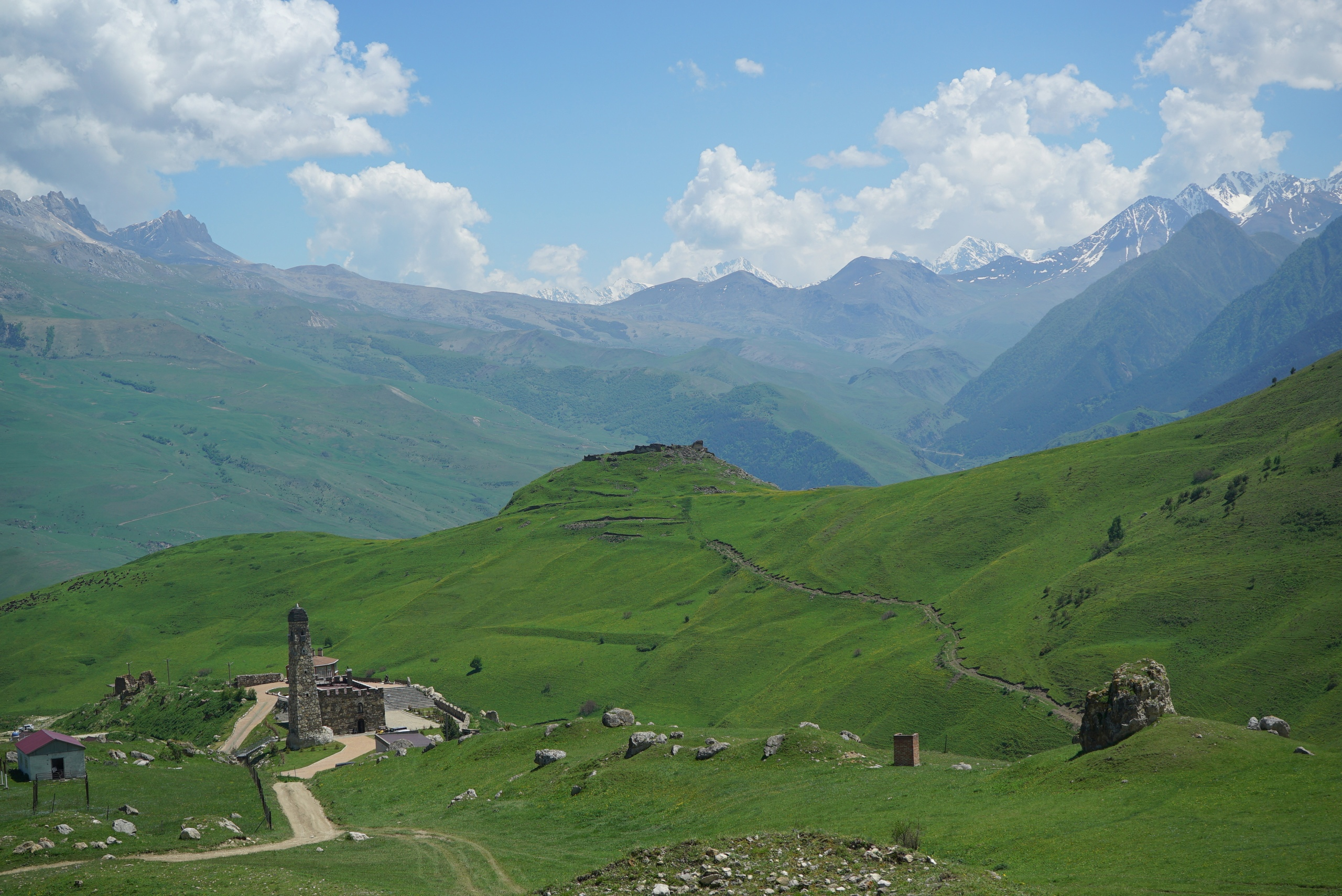
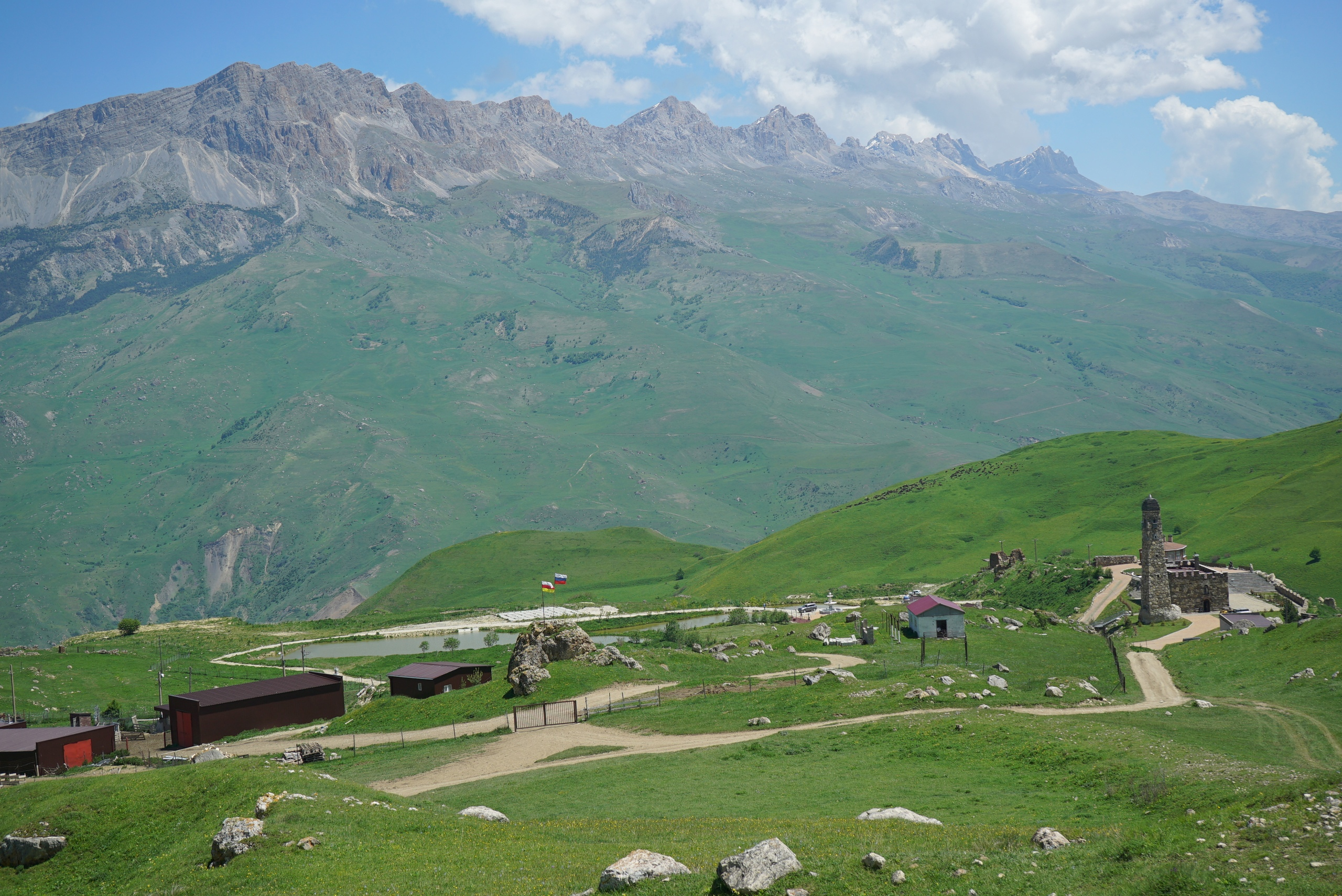
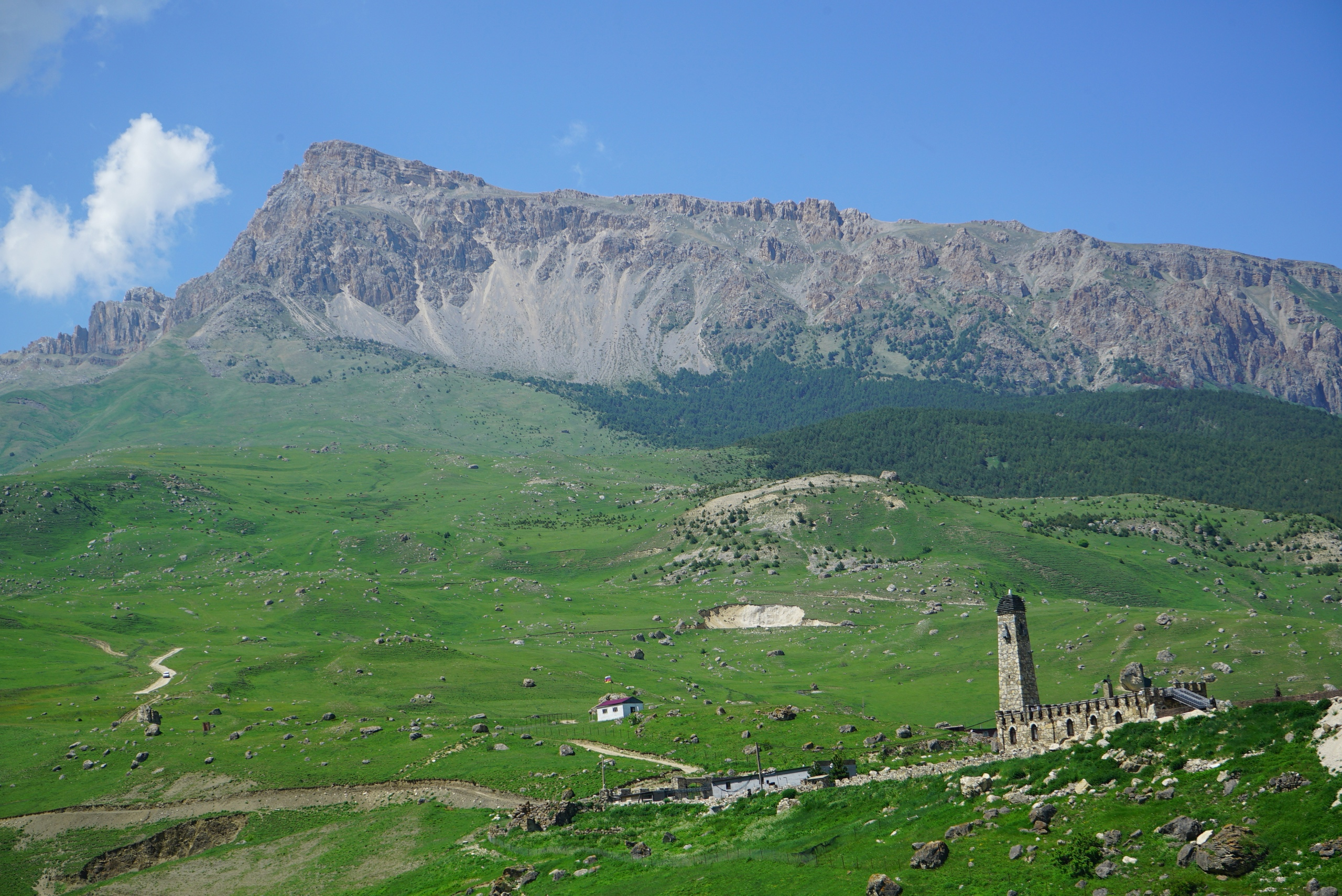
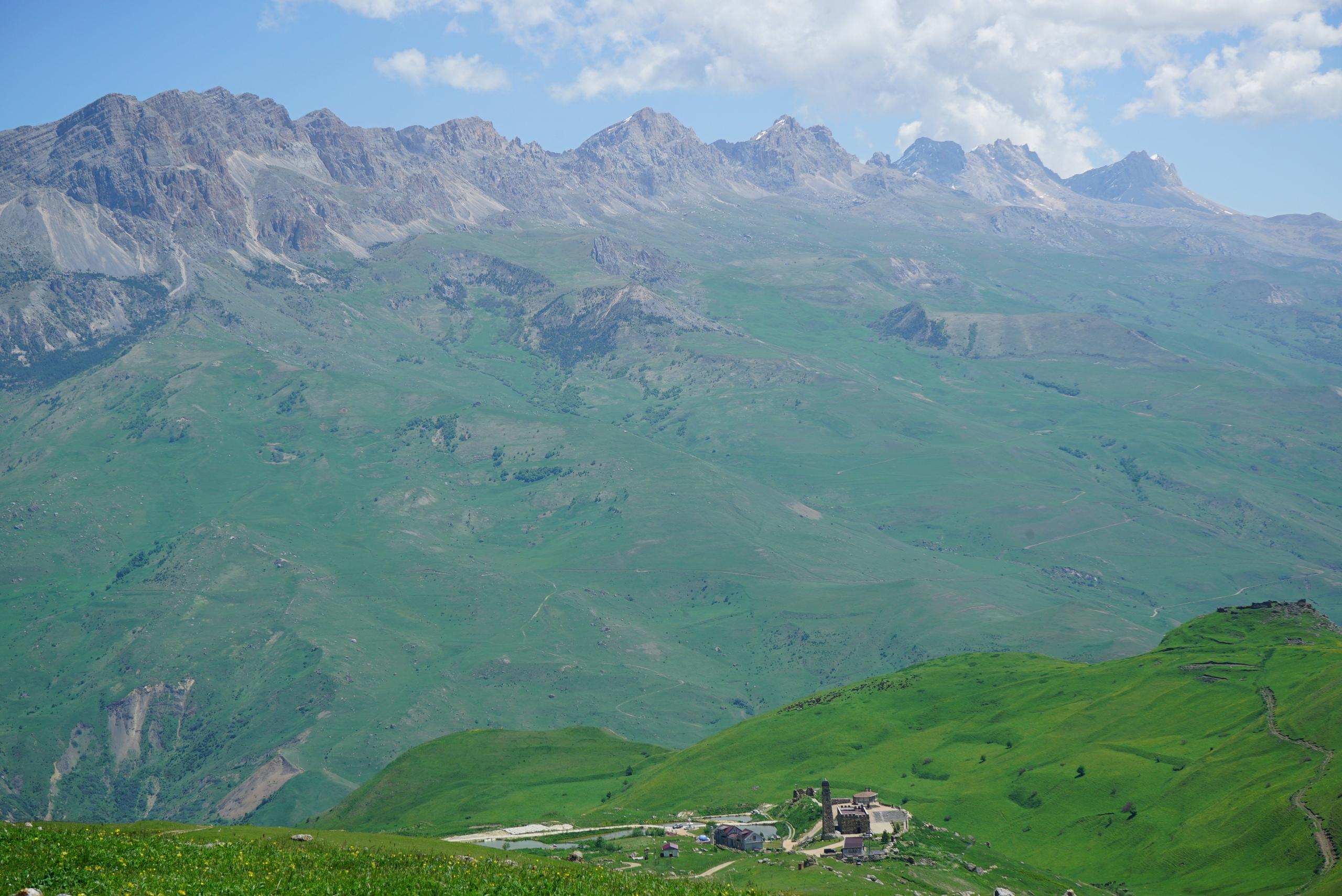
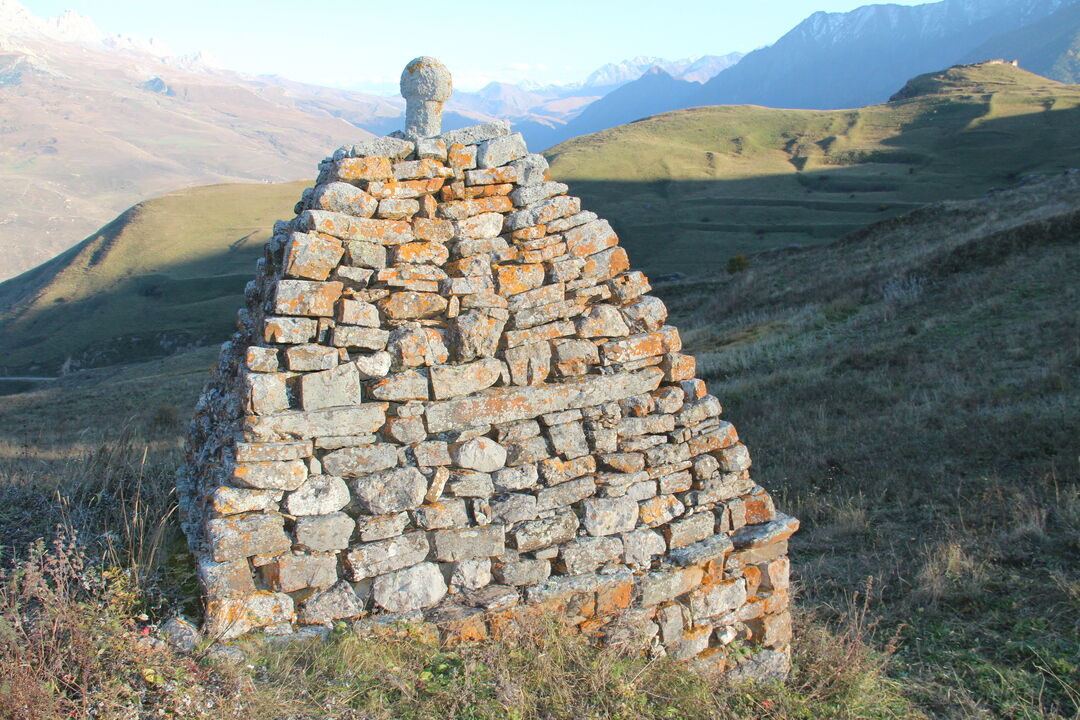
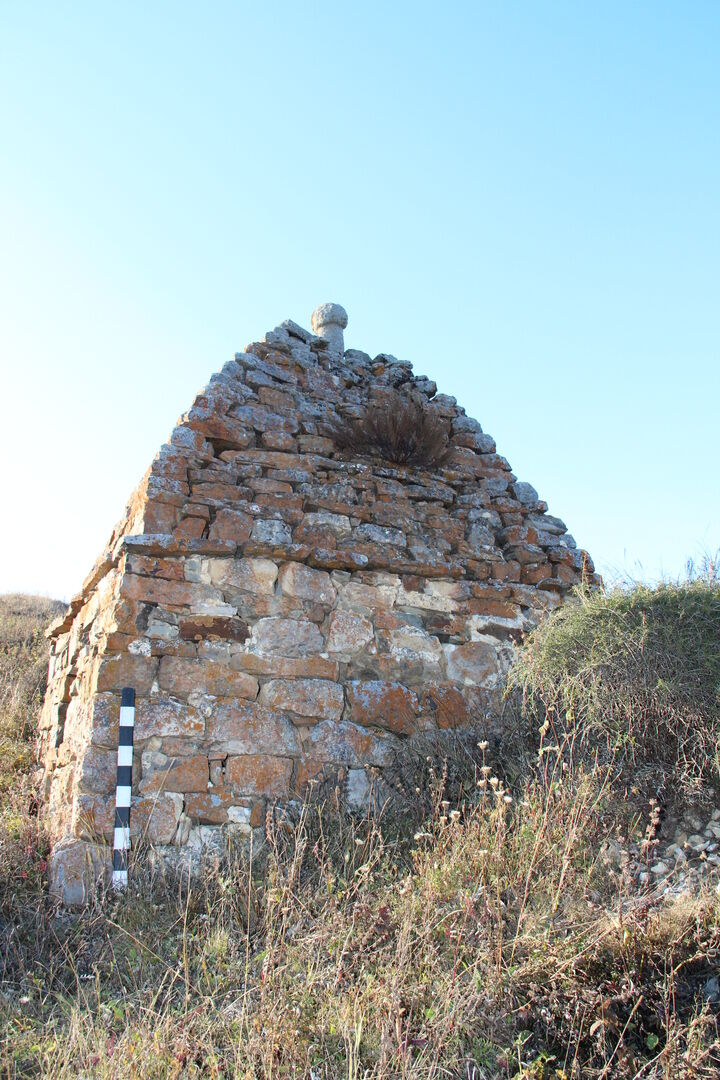